# Šljivovac (Gvozd)
Pour les articles homonymes, voir Šljivovac.
Šljivovac est une localité de Croatie située dans la municipalité de Gvozd, comitat de Sisak-Moslavina. Au recensement de 2011, elle comptait 32 habitants.